# ミカ・ニュートン
ミカ・ニュートン（ウクライナ語: Міка Ньютон ミーカ・ニユートン、英語: Mika Newton）は、ウクライナの歌手である。本名はオクサーナ・ステファーニウナ・フルィツァーイ（Окса́на Стефа́нівна Грица́й）。

## 概要
ウクライナ・ソビエト社会主義共和国（現在のウクライナ）のイヴァーノ＝フランキーウシク州・ブルシュティーン市に生まれた。ロシアでデビューし、ヒットメイカーMETROの重鎮Brian Rawlingから注目され、イギリスでもデビューを果たす。
ユーロビジョン・ソング・コンテスト2011に参加した以降、ニュートンは米国に移り、ロサンゼルスを拠点として活動している。現在も同市付近のビバリーヒルズに在住。

## エピソード
ユーロビジョン・ソング・コンテスト2011でのニュートンの演出にはクセニア・シモノワによるサンドパフォーマンスが使われた。そのため、ユーロビジョン・ソング・コンテスト2019でのモルドバ代表のアンナ・オドベスクの演出に同じくクセニア・シモノワによるサンドパフォーマンスが使われた時、「酷似すぎる」との指摘が上がった。
ユーロビジョン・ソング・コンテスト2023の優勝曲『Tattoo』はニュートンの2005年のヒット曲『В плену』の一部の旋律に似ているという声が主にロシアとウクライナの人から上がった。